# Leonard Langat
Leonard Langat (7 agosto 1990) è un maratoneta e mezzofondista keniota.

## Palmarès
| Anno | Manifestazione    | Sede    | Evento         | Risultato | Prestazione | Note |
| ---- | ----------------- | ------- | -------------- | --------- | ----------- | ---- |
| 2017 | Mondiali di cross | Kampala | Corsa seniores | 29º       | 30'07"      |      |
| 2017 | Mondiali di cross | Kampala | A squadre      | Argento   | 22 p.       |      |

## Campionati nazionali
2015
- 8º ai campionati kenioti, 10000 m piani - 28'16"5

2017
- 6º ai campionati kenioti di corsa campestre - 29'14"

## Altre competizioni internazionali[1]
2008
- 7º al Cross de l'Acier ( Leffrinckoucke) - 29'12"

2010
- 8º alla Mezza maratona di Delhi ( Nuova Delhi) - 1h00'51"
- 11º alla Mezza maratona di Berlino ( Berlino) - 1h01'41"

2011
- 7º alla Mezza maratona di Lisbona ( Lisbona) - 1h01'52"
- Bronzo alla Mezza maratona di Ras al-Khaima ( Ras al-Khaima) - 59'52"
- 13º alla Mezza maratona di Berlino ( Berlino) - 1h03'25"
- 8º alla Mezza maratona di Valencia ( Valencia) - 1h04'25"
- Argento alla World 10K Bangalore ( Bangalore) - 28'09"

2012
- Argento alla Mezza maratona di Delhi ( Nuova Delhi) - 1h01'07"
- 6º alla Mezza maratona di Berlino ( Berlino) - 1h00'05"
- 5º alla World 10K Bangalore ( Bangalore) - 28'33"

2014
- Bronzo alla Maratona di Roma ( Roma) - 2h14'08"
- 8º alla Maratona di Lubiana ( Lubiana) - 2h19'31"

2015
- 4º alla Roma-Ostia ( Roma) - 1h00'06"
- Argento alla Mezza maratona di Istanbul ( Istanbul) - 1h00'16"

2016
- Argento alla Roma-Ostia ( Roma) - 59'18"
- Bronzo alla Mezza maratona di Istanbul ( Istanbul) - 1h00'40"

2017
- Oro alla Mezza maratona di Barcellona ( Barcellona) - 1h00'52"
- Argento alla Mezza maratona di Yangzhou ( Yangzhou) - 1h00'56"

2018
- Oro alla Maratona di Hefei ( Hefei) - 2h10'49"
- 4º alla Mezza maratona di Istanbul ( Istanbul) - 1h00'16"
- 5º alla Mezza maratona di Barcellona ( Barcellona) - 1h00'20"

2019
- 7º alla Maratona di Shanghai ( Shanghai) - 2h12'12"
- Oro alla Mezza maratona di Cardiff ( Cardiff) - 59'30"

2021
- 5º alla Maratona di Ginevra ( Ginevra) - 2h10'47"

2022
- Argento alla Maratona di Vienna ( Vienna) - 2h06'59"
- Bronzo alla Maratona di Lubiana ( Lubiana) - 2h08'05"
- Bronzo alla Roma-Ostia ( Roma) - 59'22"